# Рохас, Альфредо Уго
Альфредо Уго Рохас Делинге (исп. Alfredo Hugo Rojas Delinge; 20 февраля 1937, Ланус, Буэнос-Айрес — 16 июня 2023, Буэнос-Айрес) — аргентинский футболист, нападающий.

## Карьера
Выступал за клубы «Ланус», «Сельта», «Реал Бетис», «Ривер Плейт», «Химнасия и Эсгрима», «Бока Хуниорс» и «Универсидад де Католика». С 1958 по 1966 год играл за сборную Аргентины, за которую провёл 15 матчей и забил 1 гол.

## Достижения
- Обладатель Кубка Наций: 1964
- Чемпион Аргентины: 1965